# 佐々木鉄太郎
佐々木 鉄太郎（鐵太郎、ささき てつたろう、1852年11月17日（万延元年8月26日） - 1919年（大正8年）11月15日）は、明治期の地主、実業家、政治家。衆議院議員。

## 経歴
陸奥国田村郡徳定村（福島県田村郡守山村、守山町、田村町を経て現郡山市田村町）で、地主、醤油類醸造家・佐々木一二の長男として生まれた。1890年（明治23年）3月、家督を相続した。
家業の醸造業、製糸業を営み、郡山真製合資会社取締役、須賀川銀行監査役、三星炭鉱監査役、勿来炭鉱取締役、本宮製糸合資会社代表社員、製糸販売組合東北社理事長などを務めた。
1882年（明治15年）田村郡徳定正直組合戸長に就任し、守山町会議員、田村郡会議員、福島県会議員、同参事会員、地方森林会議員などを務めた。
1908年（明治41年）5月の第10回衆議院議員総選挙に福島県郡部区から立憲政友会公認で出馬して当選し、衆議院議員に1期在任した。同年12月の第25回帝国議会に柏原左源太と共に平郡線敷設についての建議を提案し、1909年（明治42年）3月に可決された。
また、北海道に数百町歩の開墾地を所有しており、入植者を募って開拓の推進に尽力した。